# Olsenbandet slår till
Olsenbandet slår till är en dansk komedifilm i regi av Erik Balling som hade premiär den 5 oktober 1973. Det är den femte filmen i filmserien om de tre brottslingarna Egon Olsen, Benny Frandsen och Kjeld Jensen och deras jakt på den stora kuppen.

## Handling
Egon Olsen  planerar att göra inbrott i ett komplicerat kassaskåp, tillsammans med sina kumpaner Benny och Kjeld. Som vanligt går det inte alltid som de hade tänkt sig.

## Om filmen
Stora delar av manuset till filmen ligger till grund för den svenska filmen Jönssonligan & Dynamit-Harry från 1982 och den norska filmen Olsenbanden och Dynamit-Harry löper amok.

### Inspelning
Delar av filmen spelades in i Cirkusbygningen i Köpenhamn.

### Visningar
Premiären av filmen ägde rum i Danmark 5 oktober 1973, och i Sverige 1 maj 1974.

## Rollista (i urval)
- Ove Sprogøe - Egon Olsen
- Morten Grunwald - Benny Frandsen
- Poul Bundgaard - Kjeld Jensen
- Kirsten Walther - Yvonne Jensen
- Jes Holtsø – Børge Jensen
- Preben Kaas - Dynamit-Harry
- Ejner Federspiel – köpmannen hr. Kvist
- Birgitte Federspiel – Ragna Kvist, köpmannen dotter
- Axel Strøbye - kriminalassistent Jensen
- Poul Glargaard – polisassistent Holm
- Helle Virkner – Hallandsens sekreterare
- Benny Hansen – polisassistent
- Jesper Langberg – polisassistent
- Arthur Jensen – nattvakt
- Ove Verner Hansen – säkerhetsvakt
- Jens Okking – säkerhetsvakt
- Holger Perfort – polisens kassaskåpstekniker
- Per Pallesen – polisassistent
- Gotha Andersen – man på cykel
- Jørgen Weel – polis
- Søren Rode – polis
- Solveig Sundborg – kund hos köpmannen
- Knud Hilding – polischaufför
- Ernst Meyer – polis som kör fångtransport
- Holger Vistisen –  polisens kassaskåpstekniker
- Claus Nissen – polis[4]